# 22e division d'infanterie (Vietnam du Sud)
Pour les articles homonymes, voir 22e division d'infanterie.
La 22e division d'infanterie (en vietnamien : Sư đoàn 22 Bộ Binh ; en anglais: 22nd Division (South Vietnam)) de l'Armée de terre de la république du Viêt Nam (Army of the Republic of Vietnam - ARVN) - l'armée de terre de l'État-nation du Sud-Viêt Nam qui a existé de 1959 à 1975 - faisait partie du 2e corps d'armée qui supervisait la région des Montagnes centrales du centre au nord de la capitale Saïgon. La 22e division était basée à Ba Gi, près de la côte centrale sud.

## Histoire
La division a d'abord été constituée sous la forme des 2e et 4e division légère en 1955. La 4e division légère est rebaptisée 14e division légère en 1956. Les deux ont été combinées pour devenir la 4e division d'infanterie, qui a ensuite été rebaptisée 22e division en 1959,.
Du 28 janvier au 17 février 1966, dans le cadre de l'opération Double Eagle, la division opère avec la Task Force Delta de la 3e division de Marines américaine dans les zones côtières au nord-est de Đức Phổ. Début février 1966, dans le cadre de l'opération complémentaire Masher, le 40e régiment de la division bloque l'accès sud à la vallée d'An Lão tandis que les 2e et 3e brigades de la 1re division de cavalerie ratissent la vallée à la recherche de Viêt-congs. Début mars, lors de la phase finale de l'opération, la division encercle les montagnes Cay Giap, à 8 km à l'est de Bồng Sơn, tandis que la 1re division de cavalerie balaie la zone:214.
Du 2 au 21 juin 1966, lors de l'opération Hawthorne, le 42e régiment de la division, le 21e bataillon de rangers de l'Armée de terre de la république du Viêt Nam (Army of the Republic of Vietnam - ARVN) et la 101e division aéroportée américaine combattent le 24e régiment de l'Armée populaire du Viêt Nam (People's Army of Vietnam - PAVN) près du village de Toumorong, dans la province de Kon Tum:276. 
Du 2 au 24 octobre 1966, dans le cadre de l'opération Dai Bang 800, trois bataillons de la division fouillent les montagnes de Phu Cat dans la province de Bình Định à la recherche du 12e régiment de la PAVN, en coordination avec l'opération Irving de la 1re division de cavalerie et l'opération Maeng Ho 6 de la division Capitale de l'Armée de terre de la république de Corée:262. Lors d'un engagement le 13 octobre, une force opérationnelle aéroportée de la division a tué 135 PAVN/VC et a estimé que 85 autres avaient été tués par des hélicoptères américains:270. 
Du 31 octobre au 4 décembre 1966, dans le cadre de l'opération Geronimo, le 47e régiment de la division, des éléments de la 101e division aéroportée et de la 4e division d'infanterie américaines, ainsi que la 9e division d'infanterie de la République de Corée, engagent le 18e régiment de la PAVN à l'ouest de Tuy Hòa. Les pertes de la PAVN s'élèvent à 150 tués et 76 capturés:79–83. 
Du 12 février 1967 au 19 janvier 1968, la division participe à l'opération Pershing avec la 1re division de cavalerie américaine, la 3e brigade de la 25e division d'infanterie américaine et la division capitale de la République de Corée dans la province de Bình Định. Les pertes totales de la PAVN/VC s'élèvent à 5 401 tués:181.
Du 6 avril au 11 octobre 1967, le 42e régiment de la division participe à l'opération Francis Marion avec la 4e division d'infanterie américaine et la 173e brigade aéroportée contre les bases de la PAVN à Pleiku, et dans les provinces de Darlac et de Kon Tum. Les pertes totales de la PAVN s'élèvent à 1 600 tués:287–309. 
Le 17 juin 1967, un bataillon du 24e régiment de la PAVN, renforcé par un bataillon du 40e régiment d'artillerie, attaque le quartier général du 42e régiment au camp de base de Tân Cảnh (Tân Cảnh Base Camp):298. 
Fin juillet 1967, le 42e régiment est envoyé sur des positions au nord de Đắk Tô dans le cadre de l'opération Greeley. Le 4 août, le 1/42e rencontre les PAVN sur une colline à l'ouest du camp Dak Seang (Dak Seang Camp), déclenchant une bataille de trois jours qui attire le 8e bataillon aéroporté de l'ARVN. Les forces de l'ARVN découvrent 189 corps de PAVN, de grandes quantités de munitions et d'équipements, ainsi qu'un poste de commandement régimentaire sophistiqué avec des zones d'entraînement et une maquette élaborée du camp de Dak Seang:298. 
En 1967, des soldats de la division ont attaqué et volé des habitants d'un hameau protégé et des membres de l'équipe locale de développement révolutionnaire. Après enquête du haut commandement, les coupables sont battus et placés dans des cages disciplinaires régimentaires. Mais le chef du Commandement de l'assistance militaire, Vietnam - Direction du soutien à la révolution (Military Assistance Command, Vietnam (MACV) - Revolutionary Support Directorate - MACV), le général William A. Knowlton, a qualifié l'incident de banal et a demandé aux généraux de l'ARVN de faire davantage pour mettre fin à de tels événements:252. 
En février 1968, le lieutenant-colonel William A. Donald (USMC), évaluateur du MACV pour les opérations civiles et le soutien au développement révolutionnaire, a procédé à un examen détaillé de l'un des régiments de la division qui assurait la sécurité de la zone. Il a décrit le commandant du régiment comme étant "astucieux", avec "une compréhension impressionnante des tactiques VC/PAVN et de l'importance militaire du terrain", mais aussi comme étant "politiquement motivé" et "un praticien suprême de la prudence". Les commandants de bataillon qui lui sont subordonnés sont compétents, mais manquent d'agressivité et d'imagination. Il y a peu d'opérations au niveau de la compagnie ou de la section, note-t-il, et le leadership aux niveaux inférieurs et dans les états-majors est minimal. Donald souligne que presque toutes les opérations sont planifiées par le commandant du régiment, avec peu d'aide de son personnel nominal qui semble servir principalement de gardes du corps et d'assistants. Les commandants de régiment et de bataillon agissaient comme leurs propres officiers de renseignement, exploitant même des réseaux d'espionnage avec leurs fonds personnels et leurs amis. Il a également rapporté que les commandants d'unité avaient l'habitude d'employer des informateurs internes, de faire respecter la discipline en fouettant les soldats ou en les enfermant dans des "cages à tigres" de fortune pour des infractions militaires, et d'utiliser des prisonniers et des personnes soupçonnées d'appartenir à la guérilla comme main-d'œuvre. Les conseillers américains interrogés par Donald ont affirmé que l'ensemble de l'unité était dirigé par une clique de favoris, "armés d'un flair étonnant pour la médiocrité", qui, bien que passant leurs nuits à la maison lorsque leurs troupes étaient sur le terrain, étaient décorés "avec une régularité impressionnante". Comme on pouvait s'y attendre, Donald a rapporté que l'unité était déficiente dans presque toutes les activités militaires, ce qui permettait aux VC locaux de dominer la campagne, en particulier pendant les heures d'obscurité. Il note également que le commandant de la division n'a pas rendu visite au régiment ou aux bataillons depuis plusieurs mois, et que personne ne semble s'inquiéter de ce que l'unité a accompli ou n'a pas accompli:331–2. 
Le 5 mai 1968, au début de l'offensive de mai, l'artillerie de la PAVN frappe Kon Tum, Pleiku et Buôn Ma Thuột, causant peu de dégâts. Un bataillon du 32e régiment PAVN attaque un convoi sur la route 14 au sud de Kon Tum, mais l'embuscade est rapidement démantelée par l'arrivée du 3e escadron de cavalerie blindée de la division. Les pertes de la PAVN s'élèvent à 122 tués:556.
À la mi-1968, à l'instigation du commandant du 2e corps d'armée, le général Lữ Mộng Lan, le commandant de la 1re Force de terrain (I Field Force) au Viêt Nam, le général William R. Peers, ordonne à la 173e brigade aéroportée américaine de s'associer à la division dans la province de Bình Định, dans ce qui est presque une réplique de l'opération Fairfax. Les unités américaines participantes ont apporté un important soutien aérien, d'artillerie, de génie et autre à l'effort combiné de leurs unités d'origine, et les commandants américains et vietnamiens ont généralement colocalisé les postes de commandement, partagé une zone d'opération commune, et planifié et exécuté les opérations ensemble. Au cours de ce processus, les officiers américains ont tenté d'accroître la pression sur les forces ennemies locales par des patrouilles intensives et d'encourager le leadership de l'ARVN au niveau du bataillon, de la compagnie et de la section par des opérations plus longues et plus décentralisées. La vietnamisation, telle qu'elle a été conçue en 1969, n'était pas un objectif et, en fait, l'ensemble de l'effort représentait un retour à l'ancienne stratégie de pacification, les opérations de combat américaines étant désormais liées de manière beaucoup plus étroite à la tâche globale de sécurité locale:396–7. 
En mars 1969, alors qu'il quitte le commandement de la I Field Force, le général Peers estime que la division est "potentiellement la meilleure division du 2e corps d'armée", qui se contente de rester "dans les villes et les zones périphériques pendant des semaines... [avec] une tendance continuelle à se contenter de faire du travail de bureau...". [avec] une tendance constante à revenir à la fonction territoriale":401.
En 1969, le général Le Ngoc Trien remplace le général Nguyễn Văn Hiếu au poste de commandant de division:364. 
Du 5 au 25 mai 1970, le 40e régiment participe à l'opération Binh Tay I, une phase initiale de la campagne cambodgienne, avec les 1re et 2e brigade américaine de la 4e division d'infanterie. Le 17 mai, les forces américaines retournent au Sud-Vietnam, laissant la zone à l'ARVN:201. Au cours de l'opération Binh Tay II, du 14 au 26 mai, la division s'attaque à la zone de base 702. La deuxième phase de l'opération a été menée entre le 20 mai et le 27 juin contre la base 701 par des éléments de la division.
En décembre 1970, alors que la 4e division d'infanterie américaine quitte le Vietnam, la division s'installe à Pleiku avec son 47e régiment, prenant la responsabilité de la 24e zone tactique spéciale et de la défense des hauts plateaux du nord:401.
La dissolution du quartier général de la 24e zone tactique spéciale le long de la frontière laotienne et le transfert de ses responsabilités à la division n'ont pas apporté d'amélioration notable dans les hauts plateaux. Les incursions transfrontalières des Américains et des Sud-Vietnamiens n'ont donné lieu qu'à des raids mineurs. Le 42e régiment avait poursuivi son déclin entamé lors des batailles de Ben Het en 1969, et ni le 42e ni le 47e régiment n'avaient obtenu de bons résultats lors de la lutte pour le camp de Dak Seang (Dak Seang Camp) en avril 1970. Le commandant de la I Field Force, Vietnam, le général Arthur S. Collins Jr. considère les cinq autres régiments de l'ARVN dans la zone comme acceptables, mais voit dans leur "manque d'agressivité" une "faiblesse persistante" et "fatale". "Nous avons besoin de plus de combattants et de moins de boxeurs", estime Collins, qui considère que "nous les avons peut-être trop conseillés au point qu'une partie de leur manque d'initiative [...] peut être attribuée à des conseillers trop actifs". Selon lui, les unités de l'ARVN ne faisaient pas le poids face à leurs adversaires nord-vietnamiens, et les commandants de l'ARVN comptaient trop sur l'appui aérien et l'artillerie américains, maintenant qu'ils étaient disponibles en quantité. Au combat, ils n'étaient tout simplement pas disposés à se rapprocher des forces ennemies. "L'échec se situe au niveau du leadership... et de la volonté", mais, conclut Collins, "la seule chose que l'on puisse dire, c'est que les soldats de l'ARVN se battent et subissent des pertes". Le conseiller américain principal du 2e bataillon du 42e régiment a conclu que le principal problème vietnamien restait le manque de leadership : "La seule fois où ils se battent, c'est lorsqu'ils sont acculés et qu'ils doivent se battre. Il prédit qu'"en fin de compte, lorsque les forces américaines se retireront, les PAVN reviendront" et que, à en juger par le châtiment que les PAVN ont déjà subi de la part de la puissance de feu américaine et qu'ils ont survécu, "les Sud-Vietnamiens ne seront pas en mesure de les arrêter":422–3. 

### Offensive de Pâques
Au début du mois de février 1972, en réponse à des rapports de renseignement faisant état d'une accumulation de chars et d'artillerie dans les hauts plateaux du centre du pays, le commandant du 2e corps d'armée, le général Ngô Du, déplace le quartier général de la division et le 47e régiment au camp de base de Tân Cảnh (Tân Cảnh Base Camp) pour rejoindre le 42e régiment qui s'y trouve déjà. Des éléments du 19e escadron de cavalerie blindée sont rattachés à la division pour soutenir son 14e régiment de cavalerie organique équipé de chars légers M41 Walker Bulldog. Les unités blindées seront déployées à camp de Ben Het (Ben Het Camp), considéré comme la direction la plus probable d'une attaque blindée de la PAVN:K-1:82.
Depuis le début de l'offensive de Pâques à la fin du mois de mars, les zones de base de la division avaient été soumises à des tirs d'artillerie et de roquettes de plus en plus importants de la part des PAVN, qui étaient passés de 20 à 50 obus par jour en mars à plus de 1 000 par jour à la mi-avril. Début avril, le 47e régiment se retire au camp de base de Đắk Tô (Đắk Tô base camp), tandis que le 42e régiment et un bataillon du 41e régiment se trouvent à Tân Cảnh, soutenus par des blindés et de l'artillerie. En outre, les troupes aéroportées et les Rangers occupent une série de bases de feu le long d'une épine dorsale de montagnes s'étendant vers Kontum, surnommée "Rocket Ridge":K-6. Le 23 avril, la 2e division PAVN commença son attaque sur Tân Cảnh en frappant les chars ARVN avec des missiles AT-3. Cette attaque fut suivie d'un tir direct sur le bunker de commandement du 42e régiment, blessant le conseiller américain et plusieurs commandants ARVN et sapant gravement la confiance du colonel Le Duc Dat, le commandant de la 22e division. À la mi-journée, les cinq chars M41 de la base et plusieurs autres bunkers avaient été détruits par les missiles. A 19h00, des tirs de roquettes PAVN mettent le feu au dépôt de munitions de la base:K-7 . À 21 heures, une colonne de 18 chars PAVN est repérée dans la région. Un avion de combat AC-130A de l'United States Air Force (USAF) arrive à 23 heures et commence à engager les chars T-54 avec son canon de 105 mm. Trois T-54 furent mis hors d'état de nuire mais récupérés plus tard par la PAVN:K-7. À minuit, la colonne de chars tourne vers Tân Cảnh et l'artillerie de l'ARVN commence à tirer sur la colonne jusqu'à ce qu'elle soit arrêtée par les tirs de contre-batterie des PAVN. Deux ponts à l'approche de Tân Cảnh sont abandonnés sans être détruits. L'ARVN organise des équipes de chasseurs-tueurs qui détruisent deux chars:K-8. 
Peu avant 06h00 le 24 avril, les chars de la PAVN attaquèrent Tân Cảnh en deux colonnes. Une colonne de T-54 attaqua la porte principale, l'autre se déplaçant pour sécuriser la piste d'atterrissage. L'avancée des chars a provoqué la panique des 900 soldats de soutien. Le nouveau bunker de commandement a été touché par de nouveaux tirs d'artillerie qui ont détruit les antennes radio. Le commandement et le contrôle de la base s'étant effondrés, les conseillers américains abandonnent le bunker de commandement et s'installent dans une nouvelle position pour demander des frappes aériennes, mais le brouillard rend ces frappes impossibles:K-8. À l'aube, le conseiller principal américain John Paul Vann arrive au-dessus de Tân Cảnh à bord de son OH-58A Kiowa et prend contact avec les conseillers qui se sont échappés du périmètre de la base. Vann atterrit et 6 conseillers s'entassent dans l'hélicoptère tandis que les troupes de l'ARVN, effrayées, s'accrochent aux patins. L'hélicoptère se rend au camp de base de Đắk Tô pour y déposer les passagers, puis retourne à Tân Cảnh où il récupère les 3 conseillers restants, mais l'hélicoptère est envahi par des ARVN paniqués et s'écrase au décollage. Un autre hélicoptère arrive et récupère Vann, son pilote et les 3 conseillers et les ramène à Pleiku:K-9. Une heure après le début de l'attaque principale de la PAVN sur Tân Cảnh, la PAVN commença son attaque sur Đắk Tô. L'hélicoptère UH-1H Iroquois #69-15715 atterrit pour évacuer les 6 conseillers américains qui avaient été sauvés du périmètre de Tân Cảnh, cet hélicoptère est touché par les tirs anti-aériens de la PAVN et s'écrase, 5 passagers et membres d'équipage sont tués dans l'accident tandis que 5 survivent, échappent à la capture et sont retrouvés 13 jours plus tard. Les PAVN pénètrent le périmètre de la base en subissant de lourdes pertes, les conseillers américains restants déclenchent des frappes aériennes lorsque le brouillard du matin se dissipe, mais à 10 heures, le commandant du 47e régiment a perdu le contact avec la plupart de ses subordonnés et le groupe de commandement évacue le bunker de commandement pour un bunker situé dans le périmètre intérieur:K-9. Un T-54 entre dans la base et commence à tirer directement sur le poste de commandement, les deux M-41 restants engagent le T-54, mais leurs canons de 76 mm n'ont aucun effet apparent sur le T-54 qui met rapidement hors d'état de nuire les deux M-41. Une colonne de secours de M-41 soutenue par de l'infanterie arrive du camp Ben Het à peu près au même moment, mais tous les M-41 sont abattus par des roquettes B-40 et des tirs de fusils sans recul, et l'infanterie se disperse. Avec l'échec de cette contre-attaque et la perte de commandement et de contrôle, les forces de l'ARVN commencèrent à évacuer la base vers le sud. Alors que l'ARVN tentait de traverser la rivière Dak Poko, elle fut la cible de tirs intenses de la part des PAVN et le conseiller principal américain, le lieutenant-colonel Robert Brownlee, disparut au cours de cet engagement. À 20h00, le groupe de commandement du 47e régiment tenta de s'échapper de la base et, à 04h30 le 25 avril, après avoir perdu plusieurs hommes sous les tirs des PAVN, s'échappa du périmètre de la base et fut récupéré le jour suivant:K-10. 
Le 25 avril, la PAVN a nettoyé les positions restantes de l'ARVN autour de Tân Cảnh/Đắk Tô. La Division a cessé d'exister en tant qu'unité de combat, le commandant de la Division et tout son état-major ont disparu et les PAVN ont capturé 23 obusiers de 105 mm et 7 obusiers de 155 mm ainsi que d'importantes réserves de munitions et de matériel:K-11. Avec la perte des camps principaux, les bases de tir restantes le long de Rocket Ridge sont abandonnées et les PAVN disposent d'une approche claire de Kontum:K-12. 
Pendant ce temps, sur les plaines côtières, la 3e division de la PAVN et les unités du VC réussirent à couper la route 1 à Bồng Sơn et à attaquer les trois districts isolés du nord, forçant les 40e et 43e régiments à abandonner leurs principales bases dans la zone de débarquement anglaise et à Bồng Sơn. Cette opération, combinée aux attaques contre Kontum, menace de couper le Sud-Vietnam en deux:91. 
Au début du mois de mai, les restes des 42e et 47e régiments qui avaient été incorporés dans la défense de Kontum sont remplacés par les unités de la 23e division qui arrivent et se retirent dans la province de Bình Định pour être rééquipés:94. 
La réhabilitation de la Division, désormais sous le commandement du général de brigade Phan Dinh Niem, rétablit lentement son efficacité au combat et, en juillet, la Division dégage la route 1 et reprend les districts perdus:105.
Bien qu'elle ait subi de lourdes pertes lors de l'offensive de Pâques, la Division s'est montrée quelque peu agressive en s'attaquant aux bases PAVN dans la province de Bình Định et en sécurisant les lignes de communication les plus importantes, la route 1 le long de la côte et la route 19 qui grimpe vers l'ouest au-dessus de la chaîne Annamite jusqu'à Pleiku. La sécurité sur cette dernière route, dont les pentes abruptes, les virages sans visibilité, les défilés et les nombreux ponts créent des opportunités idéales pour les embuscades, est assurée par les 3e et 19e escadrons de cavalerie blindée. Les quatre régiments de la Division sont déployés comme suit : le 40e est au nord de Bình Định dans la zone du col de Bồng Sơn ; le 41e est à Tam Quan, le district le plus au nord de Bình Định ; le 42e est en réserve dans le district de Hoài Ân ; et le 47e assure la sécurité autour du district de Phù Cừ sur la route 1. Le 14e escadron de cavalerie blindée à Bong Son et deux régiments de Rangers, le 4e groupe de Rangers à l'est de Tam Quan et le 6e à l'est de Phù Cừ, renforcent la division à Binh Dinh:9.

### 1973-1974
Pendant la guerre des drapeaux qui précède la signature des accords de paix de Paris le 23 janvier 1973, des éléments du 12e régiment de la 3e division de la PAVN quittent les bases de la vallée de l'An Lão pour se diriger vers les basses terres de Tam Quan, au nord-est de la province de Bình Định. Commençant le 24 et se prolongeant jusqu'au 28, les attaques sont conçues pour fixer le 41e régiment dans ses bases et soutenir l'attaque de la 2e division PAVN juste au nord, à la base de Sa Huỳnh. Au sud de la rivière Lai Giang, dans le district de Hoài Ân, le reste de la 3e division PAVN attaque les avant-postes du gouvernement et tente d'empêcher le déploiement de la division. Le 28 janvier, les VC commencent leurs attaques le long de la route 1 et dans les hameaux et villages, réussissant à couper la route juste au sud du col de Bồng Sơn et à plusieurs endroits dans la province de Phú Yên. Plus au sud, à Khánh Hòa, d'autres tentatives de couper la route 1 ont échoué. Bien que les contacts soient faibles et dispersés dans la province de Khánh Hòa, le PAVN/VC réussit à interdire la route 21, isolant temporairement Ban Me Thuot de la côte. Le 28 janvier, un certain nombre de hameaux de Phú Yên étaient sous le contrôle de la PAVN/VC, mais des combats acharnés menés par le RF et le PF ont permis, le 2 février, d'éliminer le contrôle de la PAVN/VC dans tous les hameaux, à l'exception de deux. Le 5 février, l'ensemble de la route 1 était de nouveau sous le contrôle du gouvernement, bien que la route soit restée fermée à la circulation jusqu'à ce que tous les ponts détruits aient été réparés. Bien que les PAVN/VC semblent avoir de grandes chances de succès dans les provinces de Bình Định et de Phú Yên, il est clair dès la première semaine de février qu'ils n'ont pas réussi à obtenir de gains significatifs et que les forces des PAVN/VC ont subi des pertes extrêmement lourdes:23–4. 
En août 1973, le 42e régiment remplace le 44e régiment de la 23e division lors de la bataille de Trung Nghia. Le 1er septembre 1973, le 42e régiment commence son assaut final sur Trung Nghia qui est nettoyé de tous les PAVN le 7 septembre et le 42e régiment entre à Polei Krong le 16 septembre. Pendant le reste du mois, les opérations de nettoyage ont permis d'éliminer les restes de l'armée de l'air des pentes de la montagne Ngoc Bay, tandis que les escarmouches entre les rangers de l'ARVN et les éléments du régiment 95B se poursuivaient autour de Plei Mrong:54. 
Début octobre 1973, le commandant du IIe corps, le général Nguyễn Văn Toàn, ordonne que les opérations à Bình Định soient confiées au chef de province et que seul le 40e régiment reste dans la province côtière. Le général Niem déplace son poste de commandement dans le district de Thanh An, à Pleiku. Le 47e régiment se trouve à l'ouest de Pleiku avec le 21e groupe de Rangers qui avance en direction du camp de Plei Djereng sur la route provinciale 509. À la mi-octobre, le 40e est transporté par avion à Pleiku et affecté aux opérations à l'ouest de Pleiku, généralement le long de la route provinciale 565. Le 41e régiment, avec le 21e régiment de chars, se déplace sur la route 19 vers Thanh Giao ; le 42e régiment est en réserve:55. Dans l'après-midi du 23 octobre, le 2e bataillon du 40e régiment engage un combat acharné avec un bataillon de la PAVN, soutenu par cinq chars T-54, avec de lourdes pertes de part et d'autre:56. 
Fin novembre 1973, la Division se retire de l'ouest de Pleiku afin de prendre en charge la défense de Kontum, laissée vacante par la 23e Division qui était fortement engagée dans la bataille de Quang Duc:59.
En août 1974, le IIe corps a déployé le 42e régiment pour renforcer la base de feu 711 en réponse à une menace d'attaque de la 320e division PAVN contre Plei Me (13° 37′ 01″ N, 107° 55′ 01″ E). Lorsque le IIe corps d'armée ramène le 42e régiment dans la province de Binh Dinh, les PAVN lancent l'assaut tant attendu sur Plei Me:119.Toujours en août, le 40e régiment est rattaché à la 23e division et sécurise les approches nord-ouest de Kontum:122. 

### 1975
En janvier, la division est engagée dans des opérations contre la 3e division de la PAVN à l'entrée de la vallée d'An Lão à Bình Định. Ces attaques étaient destinées à empêcher les opérations offensives de la 3e division dans le nord de Bình Định. Début janvier, les 40e et 42e régiments tiennent toutes les collines clés à l'entrée de la vallée d'An Lão et repoussent avec succès les tentatives répétées du 141e régiment de la 3e division de la PAVN pour les déloger. Le 141e régiment subit de lourdes pertes et doit bientôt se replier. Les attaques contre les positions de l'ARVN diminuent en intensité au cours du mois de février et se limitent à l'artillerie. Mais les pertes élevées n'étaient pas la seule cause de cette accalmie, une nouvelle mission avait été assignée à la 3e division PAVN. Les premières indications sont parvenues au général Niem au début du mois de janvier, lorsqu'un prisonnier de guerre du 18e bataillon de transmissions de la 3e division a révélé la présence d'un groupe de reconnaissance de la 3e division le long de la route 19, à proximité d'An Khê et de Binh Khê. La vallée de Vĩnh Thạnh, parfois appelée vallée de Song Con en raison de la rivière Côn qui la traversait au sud, se terminait à Binh Khê où la rivière tournait vers l'est en direction de la mer et formait le large delta fertile au-dessus de Qui Nhơn. La vallée, qui commençait dans les hautes terres accidentées et boisées au nord de Binh Khê, était la voie d'approche naturelle pour que la 3e Division puisse attaquer les positions de l'ARVN le long de la route 19. La reconnaissance de la RVNAF avait découvert fin février et début mars que la PAVN avait amélioré et étendu une route, large de huit mètres avec des ponts sous-marins, depuis le sud de la province de Kontum à travers la région de Kim Son à Bình Định où elle rejoignait la route interprovinciale 3A. Des ramifications alimentaient les zones de base dans le nord de la vallée de Vĩnh Thạnh, et un important trafic de camions affluait dans cette zone critique. En outre, un nouveau régiment d'artillerie de la PAVN, le 68e, a été découvert en train de déplacer des canons et des munitions vers le sud en direction de Binh Khê à travers la vallée. C'est également à cette époque qu'apparaissent de nouvelles preuves que la 3e division a déplacé des éléments majeurs dans la région de Vĩnh Thạnh. Conscient de la menace qui pesait sur la route 19, le général Niem s'entretint avec le chef de la province de Bình Định des mesures à prendre pour sécuriser la route et protéger les convois à destination de Pleiku. Depuis le début du mois de février, le général Niem avait envoyé son 47e régiment sonder la vallée de la Vĩnh Thạnh vers le nord, et les contacts devenaient de plus en plus fréquents et précis. Pendant ce temps, les PAVN augmentent la pression sur les districts de Phù Mỹ et Phù Cát, le long de la route 1, en attaquant les hameaux et en bombardant la base aérienne de Phu Cat le 18 février, pour la première fois depuis le milieu de l'année 1974. L'activité des PAVN s'est clairement déplacée du nord de Bình Định vers les cols de la route 19. Le général Phạm Văn Phú, commandant le IIe corps d'armée, était particulièrement préoccupé par la menace qui pesait sur sa principale ligne de communication. Le 2 mars, il ordonne au général Niem de retirer le 42e régiment de ses positions le long de la route 1 et de constituer une réserve mobile prête à renforcer le 47e régiment dans le col d'An Khê. La sécurité de la route 1 est confiée au RF/PF de Bình Định. Malgré les indications claires que la PAVN déplaçait son centre de gravité vers le sud, le général Niem maintint la moitié de la Division au nord, en face de la vallée de l'An Lão. Le 3 mars, le poste de commandement de la division se trouvait près de Qui Nhon ; le 40e régiment se trouvait dans le col de Phu Cu sur la route 1, juste au sud de Bồng Sơn, et tenait les hauteurs au-dessus et à l'est de Hoai An ; le 41e régiment se trouvait à Bồng Sơn, couvrant l'entrée de la vallée de l'An Lão, avec un bataillon au nord dans la zone d'atterrissage anglaise sur la route 1 ; le 42e régiment est en réserve dans le district de Phù Mỹ, le long de la route 1, tandis que le 47e régiment est sur la route 19 avec deux bataillons dans la passe d'An Khê et son 2e bataillon qui pousse vers le nord dans la vallée de Vĩnh Thạnh. À ce moment-là, l'estimation des dispositions de la 3e division PAVN par le G-2 de la division, qui s'avéra plus tard exacte dans tous ses éléments essentiels, indiquait que deux bataillons du 2e régiment et un bataillon du 141e régiment se trouvaient dans les collines situées juste au nord de la route 19, à l'entrée de la vallée de la Vĩnh Thạnh ; le 12e régiment se trouve sur les hauteurs au sud de la route 19, dans le col d'An Khê, à mi-chemin entre An Khê et Binh Khê ; un bataillon du 2e régiment se trouve dans la base au nord de Vĩnh Thạnh ; les deux autres bataillons du 141e régiment sécurisent la base d'An Lão dans le nord de Bình Định. Telles sont les dispositions prises à Bình Định à la veille de l'offensive finale:139–40.
Les premiers coups de canon de la campagne 275 de la PAVN ont retenti le long de la route 19, la ligne de vie vers les hauts plateaux, au début de la matinée du 4 mars. Des attaques simultanées fermèrent la route entre le col de Mang Yang, dans la province de Pleiku, et la province de Bình Định. Les sapeurs de la PAVN font sauter le pont 12 au sud-est de Binh Khê, dans la province de Bình Định, et l'infanterie frappe les territoriaux de l'ARVN sur les hauteurs qui surveillent le col d'An Khê et l'unité du RF à la jonction de la route 3A. Bientôt, une position d'artillerie soutenant le 2e bataillon du 47e régiment, au nord de Binh Khê, est envahie. Alors que le RF/PF de Bình Định et le 47e régiment luttaient pour maintenir leurs positions face aux assauts de l'artillerie, de l'infanterie et des sapeurs du PAVN, les forces de l'ARVN dans la province de Pleiku subissaient des tirs nourris de roquettes, de mortiers et de fusils sans recul le long de la route 19, depuis Le Trung, à 15 km à l'est de la ville de Pleiku, jusqu'aux défilés étroits du col de Mang Yang:149.

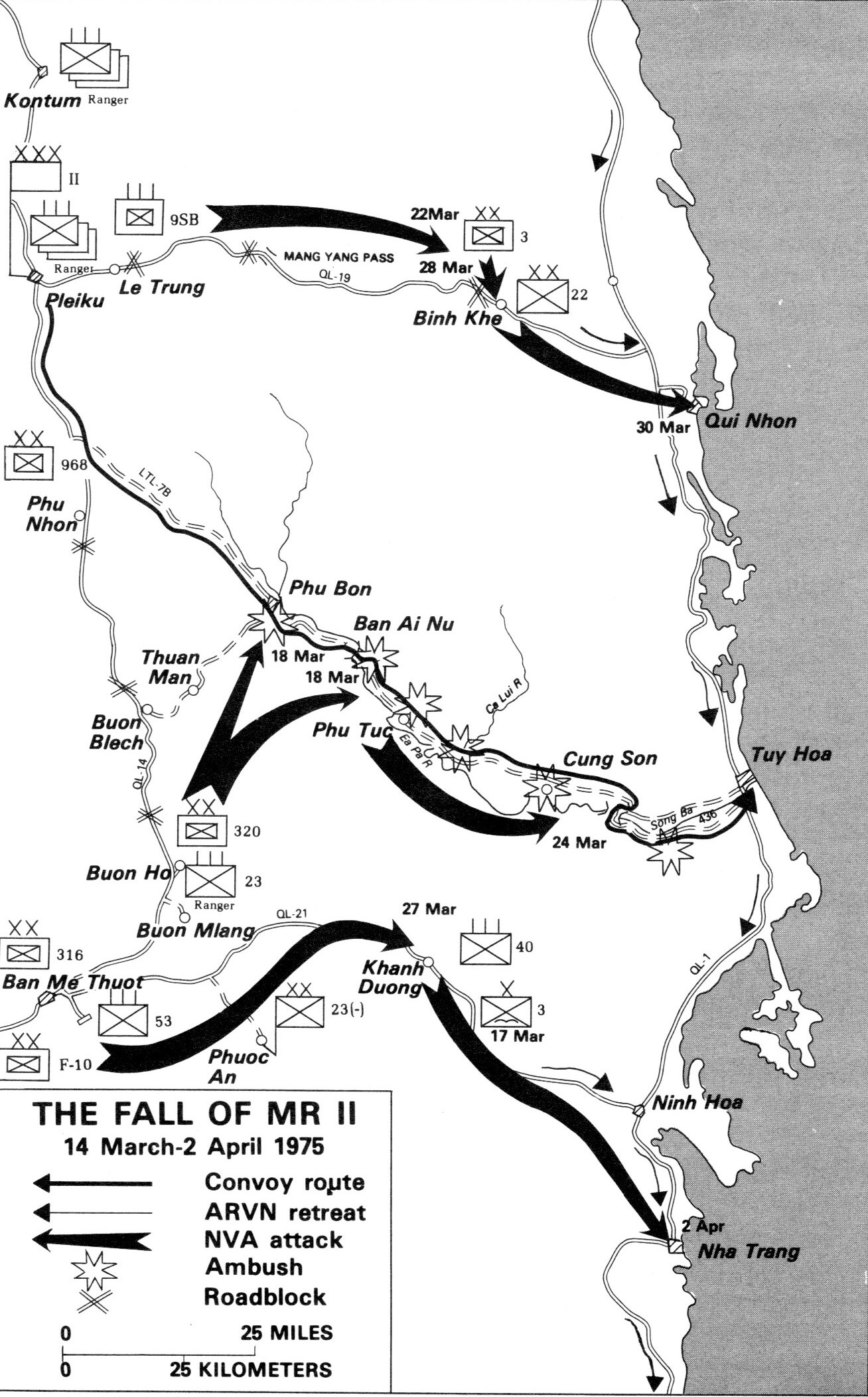
Carte de la chute du 2e corps d'armée avec les opérations de la Division en haut

Les 8 et 9 mars, le 41e régiment se déplace de Bồng Sơn à An Son sur la route 19, afin de sécuriser la ligne de communication à l'ouest vers Binh Khê et de protéger la base aérienne de Phu Cat:162.
Le 10 mars, le général Niem renforce son 42e régiment dans le district de Binh Khê avec le quartier général et deux bataillons du 41e régiment, mais la route 19 est toujours coupée à Le Trung et Binh Khê:150. Au moment où le général Niem a suffisamment de bataillons en position pour contre-attaquer, les PAVN ont exploité leurs premiers gains et ont des éléments majeurs des trois régiments de la 3e division PAVN - les 2e, 12e et 141e plus les sapeurs, l'artillerie et les unités locales de soutien, concentrés à l'embouchure de la vallée de Vĩnh Thạnh entre le col de l'An Khê et Binh Khê. Alors que la 320e division PAVN attaque Buôn Ma Thuột, le général Niem engage trois de ses quatre régiments entre An Nhon, où la route 19 quitte la route 1, et l'extrémité est du col d'An Khê. Les 1er et 2e bataillons du 47e régiment, à l'entrée est de la passe d'An Khê, repoussent les tentatives répétées des bataillons des 2e et 141e régiments de les chasser du terrain. Le 11 mars, le 3e bataillon du 47e régiment est transféré par avion dans le district de Binh Khê, achevant ainsi le déploiement de ce régiment. Le 927e groupe RF tient toujours des positions à l'intérieur du col mais ne peut contrôler la route. Son 209e bataillon RF est débordé le 11 mars et son 218e bataillon RF, dont les compagnies sont dispersées dans le col, est extrêmement vulnérable. Le 42e régiment, avec son poste de commandement à Binh Khê, attaque à l'ouest le long de la route 19 pour tenter de rejoindre les deux bataillons assiégés du 47e régiment. Le 40e régiment reste dans le nord de la province de Bình Định, tenant l'entrée de la vallée de l'An Lão et gardant le col de Phù Cừ sur la route 506 au nord de Phù Mỹ:161–2. 
Le 11 mars, les 1er et 2e bataillons du 2e régiment de la PAVN ont été durement touchés par l'artillerie de l'ARVN et les frappes aériennes de la RVNAF. Le 7e bataillon du 141e régiment avait été repoussé au confluent des rivières Côn et Dong Pho, deux de ses compagnies ayant été pratiquement anéanties. Le 3e bataillon du 2e régiment et le 5e bataillon du 12e régiment sont également durement touchés, mais des camions chargés de munitions et de matériel de remplacement continuent de descendre la vallée de la Vĩnh Thạnh et les morts et les blessés font le voyage de retour vers les bases de la PAVN au nord de la Vĩnh Thạnh:162. 
Le 13 mars, un représentant du bureau de l'attaché de défense visite les positions avancées de la division. Son rapport reflète la confiance générale et l'optimisme dans le commandement du général Niem. De lourdes attaques de 5 bataillons PAVN contre les 1er et 2e bataillons du 47e régiment ont été repoussées, bien que quatre commandants successifs du 2e bataillon aient été tués au combat depuis le 4 mars. Désormais commandé par un capitaine, le bataillon n'a plus que la moitié de ses effectifs et est retiré au camp de base de la division pour y être rééquipé. Sans son 2e bataillon, le 47e régiment doit attaquer les PAVN dans le portail est du col d'An Khê, et faire la jonction avec le RF toujours dans le col. Le 927e groupe RF, sous le contrôle opérationnel du 47e régiment, avait son poste de commandement à l'ouest de la passe à An Khê et les compagnies de ses bataillons en sous-effectif, les 209e, 217e et 218e, aux avant-postes dans la passe. Lorsque le poste de commandement du 218e bataillon RF et l'une de ses compagnies sont pris d'assaut le 12 mars, il est peu probable que le 47e régiment parvienne à franchir le col à temps pour retrouver les positions RF intactes. Le 218e se réorganise et maintient quelques positions à l'extrémité ouest du col, mais le 17 mars, il est à nouveau attaqué par le 5e bataillon du 12e régiment de la PAVN:162
Le 14 mars, après la chute de Buôn Ma Thuột, le général Phú s'envole pour la base de Cam Ranh afin de rencontrer le président Nguyễn Văn Thiệu, le Premier ministre Trần Thiện Khiêm, le ministre de la Défense, le lieutenant-général Đặng Văn Quang, et le chef de l'EMG, le général Cao Văn Viên. Le président Thiệu expose sa stratégie pour les hauts plateaux du centre, le rôle du général Phú serait de reprendre Buôn Ma Thuột en utilisant les troupes qu'il avait encore dans les provinces de Kontum et de Pleiku et la Division. La route 19 étant coupée à Pleiku et Bình Định et les routes 14 et 21 ne pouvant être empruntées à travers Darlac, le général Phú ne disposait que de la route interprovinciale 7B pour récupérer ses forces de Kontum-Pleiku, les rassembler dans la province de Khánh Hòa et riposter le long de la route 21 jusqu'à Buôn Ma Thuột. Bien que de nombreux risques aient été discutés, cette approche est acceptée par le président et le général Phú retourne à son quartier général pour déclencher le retrait:151 
Les combats sont intenses entre l'extrémité est du col d'An Khê et Binh Khê entre le 15 et le 17 mars. Le 42e régiment tente de déloger trois bataillons de la 3e division PAVN qui occupent les hauteurs près de l'extrémité est de la passe d'An Khê. Bien qu'il ait tué près de 500 PAVN en deux jours, le 42e régiment n'a pas vraiment progressé. Son commandant est blessé à deux reprises mais reste en poste. Pendant ce temps, le 41e régiment s'installe au sud de la ville du district de Binh Khê. Le général Niem retire les deux derniers bataillons du 47e régiment et les envoie dans le nord de la province de Bình Định pour relever les 2e et 3e bataillons du 40e régiment, que le général Phu avait envoyés à Khang Duong dans la province de Khánh Hòa. Lorsque le 2e bataillon du 47e régiment aura terminé son rééquipement au camp de base de la division, il prévoit de l'envoyer au nord pour remplacer le 1er bataillon du 40e régiment qui deviendra alors la réserve de la division. Avec seulement deux régiments disponibles et aucune réserve, le général Niem décide le 17 mars qu'il ne peut pas ouvrir le col d'An Khê et ordonne à ses bataillons de rester sur place. Bien que plusieurs milliers de civils et plusieurs centaines de soldats du RF/PF à An Khê soient coupés de Qui Nhơn, il n'y a plus de raison militaire impérieuse de poursuivre l'attaque. L'exode des hauts plateaux était déjà en cours le long de la route 7B et toute contre-attaque de l'ARVN pour reprendre Buôn Ma Thuột n'était plus envisageable:162 
Le 21 mars, les 2e et 3e bataillons du 40e régiment ont été déplacés de la province de Bình Định pour stopper l'avancée de la 10e division PAVN sur la route 21:152. Les 2 bataillons sont déployés à l'ouest de Khanh Duong pour faire face à l'avancée de la 10e division PAVN et la 3e brigade aéroportée est retranchée sur les hauteurs du col, derrière le 40e régiment. Le 22 mars, les bataillons de tête de la 10e division, appuyés par des chars, ont fait irruption dans Khanh Duong et les deux bataillons du 40e régiment ont été contraints de se retirer par l'intermédiaire de la 3e brigade aéroportée. Le 40e est retiré au camp de Dục Mỹ, puis envoyé au sud dans l'est du district de Diên Khánh pour préparer des positions généralement à cheval sur la route locale 420, qui mène plein est à Diên Khánh puis à Nha Trang, afin d'empêcher les PAVN de contourner les troupes aéroportées. Le 40e est renforcé par un bataillon RF et soutenu par un obusier de 155 mm et deux obusiers de 105 mm:163 
Le 24 mars, le 42e régiment se retire le long de la route 19, à l'est de Binh Khê et le 41e régiment prend en charge la défense de Binh Khê. Le même jour, l'assaut tant attendu de la PAVN sur Binh Khê commence, et les 41e et 42e régiments sont rapidement coupés. La 3e division PAVN pousse alors ses 141e et 12e régiments (à l'exception du 5e bataillon toujours à An Khê) vers l'est, en direction de Phu Cat. Pendant ce temps, le régiment 95B du front B3, ayant marché vers l'est depuis Pleiku le long de la route 19, rejoint le 2e régiment pour poursuivre l'attaque du 42e régiment à l'est de Binh Khê. Les 41e et 42e régiments n'attendent pas l'attaque renforcée. Au lieu de cela, le 27 mars, ils éclatent et attaquent vers l'est en direction de Qui Nhơn, emmenant avec eux plus de 400 RF/PF secourus par hélicoptère la veille dans la région d'An Khê. Alors que les 41e et 42e régiments se retranchent pour défendre Qui Nhơn, des ordres arrivent de Saigon pour évacuer ce qui reste de la Division, le IIe Corps est virtuellement perdu:162
Le 30 mars, la 10e division PAVN attaque la 3e brigade aéroportée dans le col de Deo Cao et le 31 mars, les troupes aéroportées sont encerclées ou battent en retraite. Le 40e régiment se retire à Nha Trang:163 
Lorsque les PAVN attaquent la base aérienne de Phu Cat le 31 mars, la RVNAF fait décoller environ 32 avions, laissant au sol environ 58 appareils, pour la plupart hors d'usage ou détruits. Les 1er et 2 avril, environ 7 000 soldats de la Division et de la RF/PF de Bình Định montent à bord des embarcations de la marine de la République du Viêt Nam à Qui Nhơn et naviguent vers Vũng Tàu:163. Les commandants des 42e et 47e régiment refusent d'évacuer et se suicident:118.
La division se rééquipe au centre national d'entraînement de Van Kiep à Vũng Tàu avec environ 4 600 hommes, dont un tiers de RF/PF du 2e corps d'armée. Elle manque de toutes les catégories d'équipement, bien qu'elle ait assez d'artilleurs pour trois bataillons, elle n'a pas d'obusiers. Néanmoins, peu équipée et à peine organisée, elle reçoit l'ordre de se déployer dans la province de Long An le 12 avril:173. Les 41e et 42e régiment sont déployés dans le district de Bến Lức et à Tân An:175.

## Organisation
La division était composée des éléments suivants:
- QG de la division
- 40e régiment d'infanterie
- 42e régiment d'infanterie
- 43e régiment d'infanterie
- 47e régiment d'infanterie
- 3e escadron de cavalerie blindée
- 1 bataillon d'artillerie de 155 mm
- 3 bataillons d'artillerie de 105 mm
- 1 bataillon de sapeurs/ingénieurs

## Commandants
| N° | Nom complet       | Grade                                                                | Durée du mandat | Commentaires |
| -- | ----------------- | -------------------------------------------------------------------- | --------------- | --- |
| 1  | Nguyễn Văn Chuân  | Lieutenant-colonel                                                   | 8/1955-2/1957   | Démobilisé en 1966 avec le grade de général de division |
| 2  | Lê Huy Luyện      | Lieutenant-colonel                                                   | 2/1957-6/1957   | Le dernier grade était colonel |
| 3  | Hồ Văn Tố         | Lieutenant-colonel                                                   | 6/1957-3/1958   | Décédé en 1962 au grade de général de division |
| 4  | Trần Thanh Chiêu  | Lieutenant-colonel                                                   | 3/1958-9/1959   | Le dernier grade était colonel |
| 5  | Nguyễn Bảo Trị    | Lieutenant-colonel (11/1963)                                         | 9/1959-11/1963  | Plus tard, lieutenant-général du Département général de la formation militaire; |
| 6  | Nguyễn Thanh Sằng | Colonel                                                              | 11/1963-2/1964  | Premier commandant |
| 7  | Linh Quang Viên   | Général de division                                                  | 2/1964-9/1964   | Démobilisé en 1973 avec le grade de lieutenant général |
| 8  | Nguyễn Văn Hiếu   | Lieutenant-colonel                                                   | 9/1964-10/1964  | Premier commandant |
| 9  | Nguyễn Xuân Thịnh | Colonel Général de brigade (11/1964)                                 | 10/1964-3/1965  | Enfin, lieutenant-général, commandant du corps d’artillerie |
| 10 | Nguyễn Thanh Sằng | Brigadier-général                                                    | 3/1965-6/1966   | Deuxième commandant. Démobilisé en 1973 au grade de général de division. |
| 11 | Nguyễn Văn Hiếu   | Colonel Général de brigade (11/1967)                                 | 6/1966-8/1969   | Deuxième commandant. Ancien général de division, commandant adjoint du 3e corps d'armée. Le matin du 8 avril 1975, il est assassiné au quartier général du 3e corps d'armée. Promu lieutenant-général à titre posthume. |
| 12 | Lê Ngọc Triển     | Général de brigade Général de division (6/1970)                      | 9/1969-3/1972   | Enfin, général de division, chef d'état-major adjoint, général adjoint de l'état-major général; |
| 13 | Lê Đức Đạt        | Colonel                                                              | 3/1972-4/1972   | Tué à Dak To - Tan Canh avec le commandement de la division pendant l'été rouge de 1972. Promu général de brigade à titre posthume                                                                                      |
| 14 | Phan Đình Niệm    | Colonel Général de brigade (11/1972) Général de division (24/4/1975) | 4/1972-4/1975   | Dernier commandant |